# 6594 Tasman
6594 Tasman este un asteroid din centura principală, descoperit pe 25 iunie 1987, de Antonín Mrkos.